# Arie van Soest
Arie Adrianus van Soest (Hanwell, 8 oktober 1918 – Zoetermeer, 3 mei 2009) was verzetsman tijdens de Tweede Wereldoorlog. De Arie van Soest-heldenprijs van het Amsterdamse stadsdeel Geuzenveld-Slotermeer is naar hem vernoemd.

## Biografie
Van Soest werd geboren in het Verenigd Koninkrijk, waar zijn socialistische vader tijdens de Eerste Wereldoorlog naartoe was getrokken. Hij groeide op in een katholiek gezin. Toen de Tweede Wereldoorlog uitbrak werkte hij in een groentewinkel in Amsterdam. Van Soest ging in het verzet bij een groep die voornamelijk uit leden van de Arbeiders Jeugd Centrale bestond, en begon met het rondbrengen van de gestencilde Nieuwsbrief van Pieter 't Hoen, een verzetskrant geschreven door Frans Goedhart. Het eerste nummer verscheen op 25 juli 1940. Na 27 nummers werd het krantje op 10 februari 1941 voortgezet onder de naam Het Parool. In 1941 werden enkele leden van de Paroolgroep verraden, en Van Soest dook onder. Na zes weken dacht hij dat het weer veilig was en keerde hij terug naar het ouderlijk huis, waar hij werd opgepakt. Van Soest werd naar Kamp Amersfoort gebracht, in afwachting van zijn proces.
Van 14 tot 19 december 1942 vond te Utrecht het Eerste Paroolproces plaats. Zeventien leden van de Paroolgroep werden ter dood veroordeeld; zes jongeren werden zonder vonnis naar een concentratiekamp gestuurd. Zo kwam Van Soest in Natzweiler-Struthof terecht. Daarna moest hij naar Dachau, waar hij op 6 september 1944 aankwam. Hij moest er bij de bouw van vliegtuigen helpen. Op 29 april 1945 werden de kampbewoners door de Amerikanen bevrijd.
Na de oorlog keerde hij weer terug naar Het Parool dat een bovengrondse krant was geworden. Hij werkte er in de garage en was vaak chauffeur voor redacteur Frans Goedhart. Van Soest trouwde met Petra Remmers. Na te zijn gescheiden hertrouwde hij met Tinie Kemper, met wie hij in 1953 naar Australië emigreerde. Ze konden er niet aarden; na enkele jaren ging Kemper terug naar Nederland, en in 1958 volgde Van Soest.
Op 8 september 1968 maakte Van Soest de onthulling mee van het monument in Dachau. De plechtigheid werd verstoord door een groep studenten, die protesteerden tegen de aanwezigheid van NAVO-militairen.
In 1987 overleed zijn echtgenote. Hij hertrouwde met Gerda Bogaards (1932-2011). De laatste jaren woonde hij in Zoetermeer. Ieder jaar op 4 mei woonde hij de nationale herdenking op de Dam bij. In 2009 had hij daar een krans zullen leggen, maar hij overleed een dag ervoor.
Het Amsterdamse stadsdeel Geuzenveld-Slotermeer riep in 2009 een waarderingsprijs in het leven, de Arie van Soest-Heldenprijs.